# Zenó de Sidó (fill de Museu)
Zenó de Sidó   () (grec antic: Ζήνων, llatí: Zenon), fill de Museu, fou un filòsof grec del segle iii aC nadiu de Sidó de Fenícia.
La Suïda diu que fou un deixeble de Diodor Cronos i mestre de Zenó de Cítion. La Suïda el qualifica d'estoic, però sembla un error. També diu que va escriure un llibre en defensa de Sòcrates i un altre titulat Σιδωνιακά.